# Iona (wyspa)
Iona, (gael.  Ì Chaluim Chille lub Eilean Ì ) – niewielka nizinna wyspa w Hebrydach Wewnętrznych u południowych wybrzeży Szkocji, zamieszkana przez 125 osób.
Podstawą gospodarki wyspy jest hodowla zwierząt, rybołówstwo oraz turystyka. Na wyspie znajduje się jaskinia Spouting Cave.

## Klasztor
Na wyspie znajduje się ufundowany przez św. Kolumbę w 563 roku klasztor (Opactwo Iona), jeden z pierwszych i ważniejszych domów zakonnych na obszarach celtyckiej Irlandii, Szkocji i Walii. Wyspa wchodziła w skład Dalriady (miejsce pochówku jej królów). Z Iony prowadzono chrystianizację Piktów i Nortumbryjczyków. Od VIII wieku obiekt wielokrotnych ataków wikingów, wskutek których zmalało znaczenie opactwa.

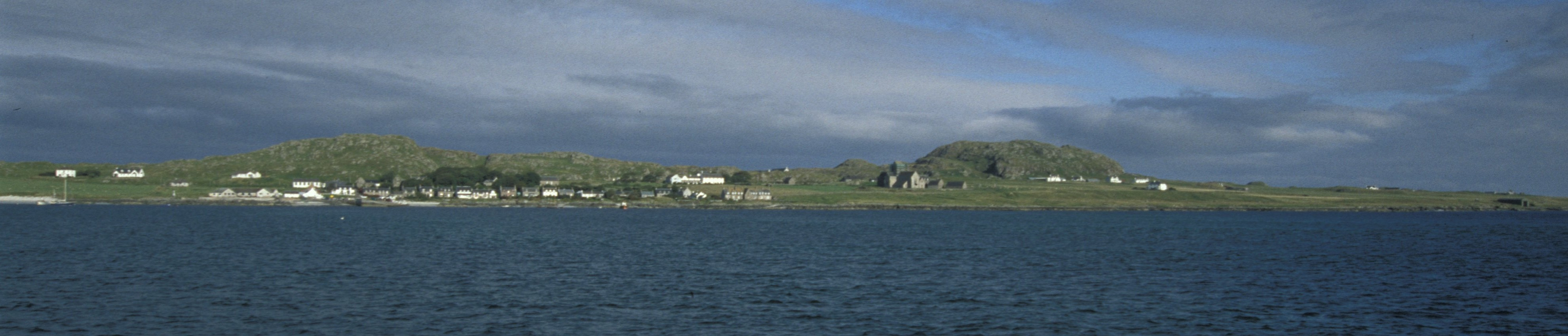
Panorama wyspy z promu

## Inne zabytki

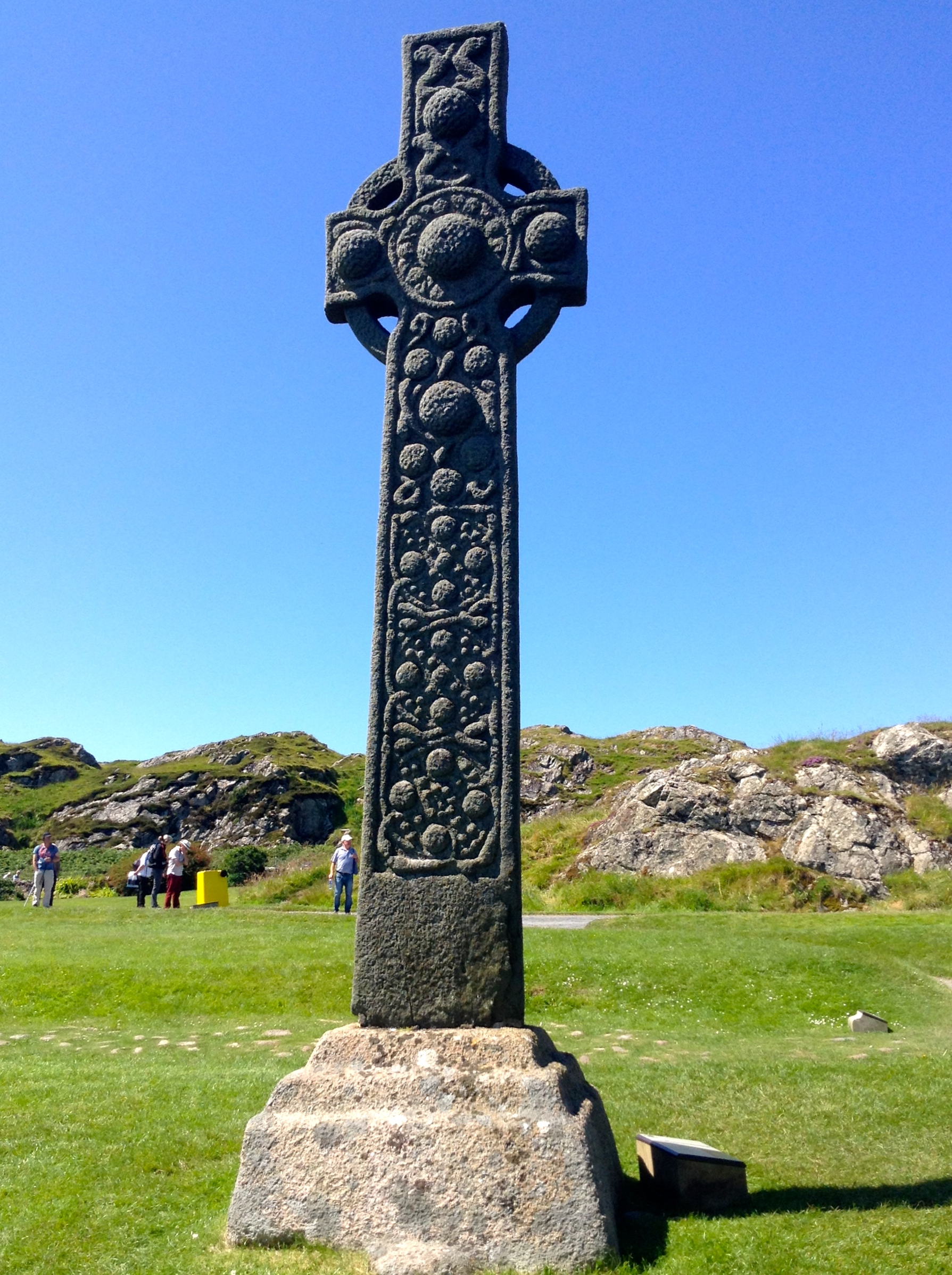
Krzyż św. Marcina z VIII w.

Na wyspie zachowały się kamienne rzeźbione krzyże celtyckie, tak zwane wysokie krzyże z VIII wieku.